# 五斗米道
五斗米道又称正一盟威之道（正一道）、天师道，是道教最早的兩大派别之一（另一派為太平道），即今日道教龍虎山正一派的前身。据史书记载，在东汉顺帝时期，由张道陵在蜀郡鹤鸣山（今四川成都市大邑县北）创立。据《后汉书》、《三国志》记载，凡入道者须出五斗米，故得此名，因又称为“米巫”、“米贼”、“米道”。另外，也有人认为，这个名称也可能和崇拜五方星斗（南斗、北斗等）和斗姆有关，五斗米就是“五斗姆”（另一說法是五斗崇拜和蜀地的彌教結合而成，即「五斗彌」教）。因教徒尊张道陵为天师，又称“天师道”。

## 历史
五斗米道初入道者称为“鬼卒”，骨干称为“祭酒”，并以“治”为传教单位。张道陵死后，传其子张衡，衡死后，传子张鲁。东汉末年，張鲁自命諸侯，佔据汉中，建立持续达近30年政教合一的政权，后投降曹操。
此外，还有一种说法认为是張脩在汉中创立了五斗米道，而張魯只是繼承人。因为，曹丕所作的《典略》记载:“灵帝熹平中，妖贼大起， 三辅有骆曜，光和中，东方有张角，汉中有張脩。骆曜教民缅匿法，角为太平道，脩为五斗⋯脩法，略与角同⋯⋯后角被诛，修亦亡，及鲁在汉中，因其民信行脩业，遂增饰之。”在提到灵帝时妖贼大起时，提到了张脩和五斗米道，但没有提及张道陵和张衡父子。
西晋后，五斗米道逐渐分化，一部分传播于士族與官吏中，另一部分仍秘密活动于农民中。东晋後期，五斗米道领袖孙恩、卢循领导了长达十余年的民变，世稱「孫恩盧循之亂」。北魏时，嵩山道士寇谦之“革新”五斗米道，自称奉太上老君之命，清整道教，“除去三张伪法” ，创立新天师道。此后五斗米道改称天师道。并得到太武帝的赞许。唐宋以后的道教正一派，上承三张世系，以江西龙虎山天师府为中心，是为江南各符箓道派之正宗。

## 内容
五斗米道以老子为教主，基本经典是《道德经》和張陵編寫的『老子想爾注』，是一种多神教，以长生不老或成仙为其最高目标。其道术主要是通过章表，符咒招神驱鬼（例如用三官手书来治病），以及行气、导引、房中术等。主要活动在成都周围，道士能替信徒上章向三清、玉帝、三官。

## 戒律
五斗米道的戒律主要要求教徒不能酗酒、殺生、邪淫、偷盗。教徒必须在一定的时候到治所集会，接受佈道，听讲“科禁威仪”，回家向家人传达，共同遵守。

## 二十四治
张道陵为五斗米道创设了二十四治，也就是24个教区。
| 上治八品 | 陽平治、鹿堂山治、鶴鳴山治、漓沅山治、葛王貴山治、更除治、秦中治、真多治。 |
| 中治八品 | 昌利治、隸上治、湧泉治、稠禾更治、北平治、本竹治、蒙秦治、平蓋治。         |
| 下治八品 | 雲台山治、濜口治、後城治、公慕治、平剛治、主簿山治、玉局治、北邙治。   |

當時的地理分佈為：
| 所在郡     | 名称                                   |
| ---------- | -------------------------------------- |
| 蜀郡       | 阳平治、鹿堂治、鹤鸣治、漓沅山治、葛贵山治 |
| 广汉郡     | 更除治、秦中治、真多治、昌利治、隶上治 |
| 遂宁郡     | 涌泉治                                 |
| 犍为郡     | 稠稉治、北平治、本竹治、平盖治、平刚治     |
| 越巂郡     | 蒙秦治                                 |
| 巴西郡     | 云台治                                 |
| 汉中郡     | 浕口治、后城治、公慕治                 |
| 成都南门左 | 主簿治、玉局治                         |
| 雒阳       | 北邙治                                 |

每個治由「祭酒」主持教務，稱為「都功」。其中以陽平、鹿堂、鶴鳴為最上三治。而陽平治則為二十四治之首治，「都功」由張天師擔任，因此張天師持「陽平治都功印」。
治乃行政概念，並非按地理劃分，例如陽平治的位置，即隨張天師的遷移而改變，所以當後代張天師遷徙到江西廣信府貴溪縣龍虎山時，亦稱之為「陽平治」。

## 参看
- 天師道
- 張道陵
- 老子想尔注

## 延伸閱讀
- 石泰安：〈公元2世纪政治的宗教的道教运动（页面存档备份，存于）〉。